# Galechirus
Galechirus es un género extinto de terápsidos anomodontos que vivieron durante el Pérmico Superior en lo que ahora es el Karoo, Sudáfrica. Alcanzaban una longitud de unos 30 cm.
Tenía aspecto de lagarto, a pesar de pertenecer a los terápsidos o "reptiles" similares a mamíferos. Algunos paleontólogos lo consideran un dicinodonto, mientras que otros creen que es una forma juvenil de algún otro género de anomodonto. A juzgar por sus dientes, probablemente tenía una dieta insectívora.